# Härjapea
Härjapea (estonien : Härjapea jõgi, lit. tête de taureau) est un ancien petit fleuve de Tallinn en Estonie.
Il partait du lac Ülemiste au sud-est de Tallinn et se jetait dans la mer Baltique près du port, dans la baie de Tallinn.
Depuis le Moyen Âge, il s'agit de la rivière la plus exploitée d'Estonie. Cette exploitation débuta au XIIIe siècle, avec la construction des premiers moulins à eau. Peu à peu, ils se multiplièrent.

## Description

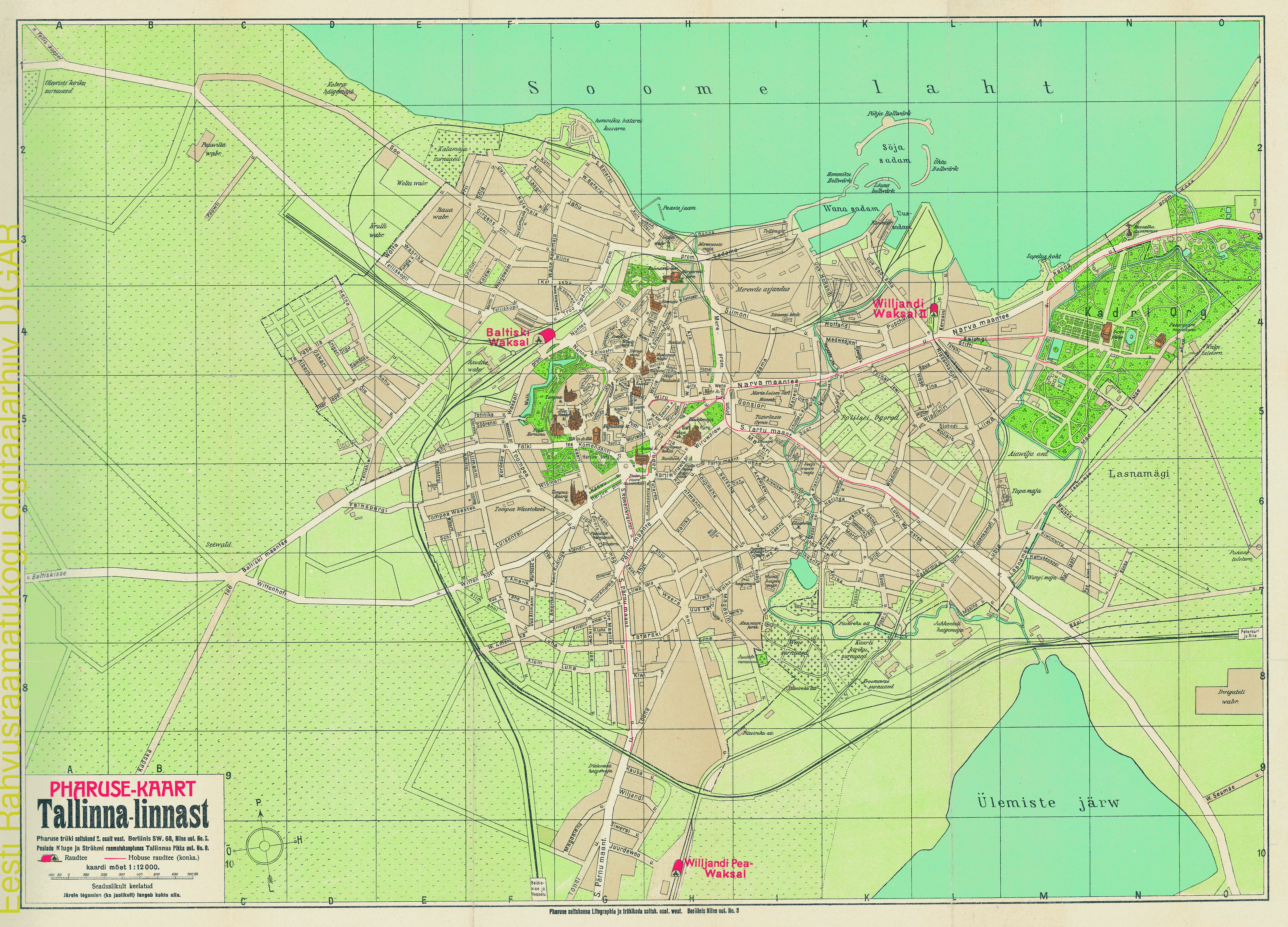
Plan de la ville de Tallinn, 1910

L'Härjapea est le fleuve côtier le plus pollué. Partant des rives du lac Ülemiste, il longe l'actuel cimetière Siselinna, marquant la limite de la ville au sud. Il continue son cours et rentre dans la ville au niveau des portes orthodoxes. Il forme un étang au sud des rues Jukantali (dans l'actuel parc Tigiveski). Il continue ensuite sa route vers la mer en serpentant entre les différentes rues de Tallinn passant par la rue Maakri (actuelle rue Liivalia derrière le bâtiment Stockmanni). Il va poursuivre son chemin pour tourner à angle droit près de l'ancienne église Sümoni (au niveau du carrefour entre les boulevards Jōe, Tuukri et la rue Lootsi). Il se jette enfin dans le golfe de Tallinn.

## Histoire
Ce fleuve littoral est un des plus importants de la ville au cours de l'histoire, car c'est grâce à lui que la ville a pu s'industrialiser. En effet, une carte de la fin du XVIIe siècle montre huit moulins sur la rivière, qui sont devenus la base du développement de l'industrie du pays. Leurs développements furent particulièrement importants dans la banlieue Kivisilla avec le moulin Liivarou. D'autres moulins prirent leurs essors et se transformèrent permettant l'éclosion de l'industrie du papier et de la cellulose avec notamment l'usine Fahle. Peu à peu, le fleuve fut recouvert. Le premier chantier de recouvrement suivi la grande inondation de 1867 . Puis, il fut recouvert par des tuiles en 1914, pour être définitivement canalisé en 1937 .